# 友联影业
友联影业（英語：Union Films）是荷属东印度巴达维亚（今印度尼西亚雅加达）的电影制作公司，由华裔商人翁福林和蔡马俊于1940年创办，共计制作了7部黑白片后于1942年解体，但这7部电影都已失落。该公司的电影分别由4位导演执掌，其中大部分都是华裔，为包括伦德拉·卡诺和朱瓦莉亞在内的多位演员打响了知名度。
友联影业诞生之时正逢印尼电影业从大萧条的打击下复苏，该公司于1940年7月发行了第一部作品《微笑的面具》。此外，友联推出了多部由沙伦编剧的电影，并且目标观众逐渐向该国知识阶层靠拢，希望能在当时的同僚中脱颖而出。1941年沙伦离开友联加入了星辰影业，友联接下来推出的最后两部电影都强调了现实主义。1942年3月日本占领印度尼西亚，友联影业也随之解散，不过其推出的电影则一直放映到了40年代中后期。

## 历史
荷属东印度的电影业曾在大萧条期间遭受重创，但伴随着《月光曲》（Terang Boelan）、《法蒂玛》（Fatima）和《白茅》（Alang-Alang）在商业上获得成功，行业的元气已经恢复。电影的产量有所增加，1940年时殖民地新开设了4家制片厂，友联影业就是其中之一。这家公司由华裔商人翁福林创办，他也是公司出品大部分电影的制片人；不过公司的日常运作则由蔡马俊负责。友联影业的总部位于巴达维亚的普林森兰（Prinsenlaan，如今雅加达的塔曼纱丽），根据一份新闻稿中的记载，该公司的建立旨在“提高印度尼西亚的艺术品质”。

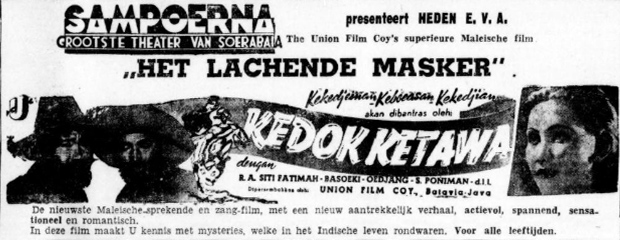
友联影业推出的第一部电影《微笑的面具》（1940年）的荷兰语广告。

初出茅庐的友联影业于1940年7月推出了第一部作品《微笑的面具》，讲述的是一对年轻夫妇在一位蒙面大盗的帮助下对抗犯罪分子的故事。影片由楊安然（Jo An Djan）执导，主要演员包括烏江（Oedjang）、法蒂玛（Fatimah）和巴素基·里索博沃（Basoeki Resobowo）。电影获得了良好的评价，《觀察報》（Pemandangan）记者沙伦在文章中称赞影片的品质可与进口的好莱坞制作相提并论，《巴达维亚报》（Bataviaasch Nieuwsblad）的一篇评论则赞扬了电影的摄影表现。首部作品就获得好评后，友联影业聘请了曾在陈氏影业多部作品中担任编剧的沙伦，后者为友联创作的第一部剧本是《溢血财产》（Harta Berdarah）。这时楊安然已跳槽到另一家电影公司，所以友联新聘请的拉登·阿里芬和胡一起执导了本片。影片于1940年10月上述，讲述了一个年轻人试图说服一位吝啬的哈只变得更加大方的故事，歌手蘇拉斯特里（Soelastri）和武术家詹德（Zonder）主演。
1941年3月，友联的第三部电影《用性命償還》上映。影片由胡执导，讲述了一名少女为偿还父亲的债务向放高利贷者卖身的故事，是朱瓦莉亞（Djoewariah）的银幕处女作，她之后成为了友联的第一女星。与此同时，阿里芬还在执导另一部电影《纯洁的爱情》，该片的剧本是由沙伦编写。为了吸引接受过教育的观众走进电影院，影片选择了一位年轻的医生阿德南·卡保·加尼（Adnan Kapau Gani）和朱瓦莉亞演对手戏，片中的女主角原是一位女佣，接受教育后，她终于能够和自己以前服务的主人成婚。这部在4月发行的电影所获评价褒贬不一，《巴达维亚报》的一篇评论认为本片“引人入胜”，但该报上的另一篇文章又觉得电影表里不一，电影本身对舞台表演非常依赖，但广告宣传中却又对之加以谴责。

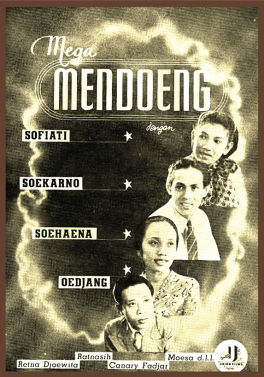
友联影业最后一部电影《美加本浓》（1942年）的广告

1941年7月，友联的第5部电影《女人與鬥士》（Wanita dan Satria）上映，朱瓦莉亞担任主演，影片讲述一位出身名门的好色之徒滥用自己的社会地位来获得女性的信任，最终遭到了报应。制片公司在为本片作宣传时再次强调了电影中的演员没有专业戏剧演出的背景，这其中也包括朱瓦莉亞、慕沙（Moesa）和希达雅特（Hidajat）。影片获得了积极的评价，《泗水商报》（Soerabaijasch Handelsblad）的一篇评论中称，《女人與鬥士》清楚地描绘出了印度尼西亚女性岌岌可危的地位，并且激发出她们在穆斯林社会中更坚定地争取自己权利的欲望。此后不久，阿里芬和沙伦都跳槽到了与友联竞争的星辰影业，《女人與鬥士》也就成为两人和友联的最后一次合作。
胡继续留在友联，他接下来又执导了《恶毒的声音》，土生華人录音师文金南担任助理导演，编剧则是佐約普拉诺托（Djojopranoto）。影片讲述两位年轻男子为了一个女人反复争斗，最后却发现对方正是自己失散多年的兄弟。朱瓦莉亞这时已经离开友联，该公司于是请来了拉登·苏加诺（Raden Soekarno）担当主演，影片于1941年末上映。《恶毒的声音》开拍后不久，友联就宣布文金南将是下一部电影《美加本浓》的导演，这也成为该公司完成的最后一部作品。影片由苏加诺和新人索菲亚提（Sofiati）主演，讲述两个角色之间的爱情故事，于1942年初发行。这两部电影都强调了现实主义，并以受过教育的国民为目标受众。
到了1942年初，荷属东印度政府担心日本会入侵殖民地。普通民众也有了同样的担忧，1942年2月的电影杂志《世界电影舞台》（Pertjatoeran Doenia dan Film）报道称，有多家制片公司将搬离殖民地首府巴达维亚，或是不限期地中止电影制作。友联影业这时虽已开始制作一部在满者伯夷取景的电影，但因局势所迫而不得不中止拍摄。1942年3月，大日本帝国占领印度尼西亚，友联影业随即关闭，之后再也没有重新开张。
1945年日本投降后，所有曾为友联影业效力的导演和制片人中只有阿里芬回归电影业，担任导演直至20世纪60年代。不过还是有多位演员继续投身电影事业。例如朱瓦莉亞离开友联后主演的第一部电影《同生共死》（Sehidup Semati）就在1949年上映，她的演艺生涯一直持续到了50年代中期。与此同时，苏加诺的演出则一直持续到了70年代，他在大部分作品中都是以伦德拉·卡诺（Rendra Karno）之名演出。还有些演员转战幕后，例如出演《微笑的面具》的巴素基·里索博沃就成为《血與誓》等多部电影的艺术指导设计师。

## 片目
在两年的时间里，友联影业一共发行了7部电影，全部都是黑白长片，在荷属东印度进行了大范围公映。包括《用性命償還》和《纯洁的爱情》在内的多部还曾在邻近的新加坡上映。虽然这些电影至少都放映到了20世纪40年代，但如今都已消失在历史的长河中。
- 《微笑的面具》（1940）
- 《溢血财产》（1940）
- 《用性命償還》（1941）
- 《纯洁的爱情》（1941）
- 《女人與鬥士》（1941）
- 《恶毒的声音》（1941）
- 《美加本浓》（1942）

## 解释说明
1. ↑  原文为：“……buat mengangkat derajatnya kesenian Indonesia.”
2. ↑  原文为“... boeiend ...”
3. ↑  原文为：“... geeft een duidelijk beeld van de wankele positie der Indonesische vrouw en motiveert den drang naar een vaster omlijning harer rechten in de Mohammedaansche maatschappij.”
4. ↑  例如《纯洁的爱情》至少到1945年11月仍在放映(Soeara Merdeka 1945, Pilem)，而《恶毒的声音》的发行则至少持续到了1949年2月(Pelita Rakjat 1949, (untitled))。
5. ↑  当时印尼电影的录制胶片主要是由极易燃烧的硝化纤维制成，1952年，印尼国家电影制作仓库发生火灾，仓库中的大部分物品毁于一旦，这以后为了消除火灾隐患而专门销毁了所有存放老电影的硝化纤维胶片(Biran 2012，第291頁)。美国视觉人类学家卡尔··海德（Karl G. Heider）据此推测，所有1950年以前制作的印尼电影都已失落(Heider 1991，第14頁)。不过，··克里斯坦托（J.B. Kristanto）则在《印尼电影目录》中表示，有多部电影通过印尼電影資料館的存档得以保存下来，电影历史学家米斯巴赫·尤薩·比蘭（Misbach Yusa Biran）还指出，有几部日本宣传电影通过荷兰政府新闻处留存至今(Biran 2009，第351頁)。

## 脚注
1. ↑  Biran 2009，第205頁.
2. ↑  Filmindonesia.or.id, Ang Hock Liem.
3. 1 2  Biran 2009，第232–233頁.
4. ↑  Soerabaijasch Handelsblad 1940, Kedok Ketawa.
5. ↑  Filmindonesia.or.id, Kedok Ketawa.
6. ↑  Biran 2009，第232頁.
7. ↑  Bataviaasch Nieuwsblad 1940, Filmaankondiging Cinema Palace.
8. 1 2  Biran 2009，第233頁.
9. ↑  Filmindonesia.or.id, Harta Berdarah.
10. ↑  Soerabaijasch Handelsblad 1940, (untitled).
11. ↑  De Indische Courant 1941, (untitled).
12. ↑  Filmindonesia.or.id, Bajar dengan Djiwa.
13. 1 2  Biran 1979，第145頁.
14. ↑  Biran 2009，第260頁.
15. ↑  Saeroen 1941.
16. ↑  Bataviaasch Nieuwsblad 1941, Filmaankondigingen.
17. ↑  Bataviaasch Nieuwsblad 1941, Iets over de Maleische Film.
18. 1 2  Soerabaijasch Handelsblad 1941, Sampoerna.
19. ↑  Pertjatoeran Doenia dan Film 1941, Warta dari Studio，第31頁.
20. ↑  Biran 2009，第262–263頁.
21. ↑  Biran 2009，第234, 276頁.
22. ↑  Filmindonesia.or.id, Soeara Berbisa.
23. 1 2  Biran 1979，第397頁.
24. ↑  Pertjatoeran Doenia dan Film 1941, Tirai Terbentang.
25. ↑  Pertjatoeran Doenia dan Film 1942, Studio Nieuws.
26. ↑  Pertjatoeran Doenia dan Film 1941, Studio Nieuws，第28頁.
27. ↑  Sardiman 2008，第98頁.
28. ↑  Pertjatoeran Doenia dan Film 1942, Studio Nieuws，第18頁.
29. ↑  Biran 2009，第234頁.
30. ↑  Biran 2009，第319, 332頁.
31. ↑  Biran 1979，第390頁.
32. ↑  Filmindonesia.or.id, Basuki Resobowo.
33. ↑  Millet 2006，第24頁.
34. ↑  The Straits Times 1941, (untitled).